# Franjo Vlašić
Franjo Vlašić, hrvaški plemič, * 24. april 1766 Dombovar † 16. maj 1840 Zagreb.
Med letoma 1832 in 1840 je bil ban Hrvaške.